# 四万十楽舎
四万十楽舎（しまんとがくしゃ）は、高知県四万十市（旧幡多郡西土佐村）にある、文化研修施設。社団法人西土佐環境・文化センター 四万十楽舎が運営している。
この施設は1998年に廃校となった西土佐村立中半小学校を転用して設置された。施設整備に当たっては、高知県の市町村活性化総合事業の補助金や村の起債も財源として使用されている。運営は行政の補助を受けずにおこなわれており、文部科学省ウェブサイトでは「運営形態として稀であり、かつ上手くいっている珍しい事例」と紹介されている。